# Валијано (Перуђа)
Валијано је насеље у Италији у округу Перуђа, региону Умбрија.
Према процени из 2011. у насељу је живело 38 становника. Насеље се налази на надморској висини од 265 м.